# Metretopus
Metretopus is een geslacht van haften (Ephemeroptera) uit de familie Metretopodidae.

## Soorten
Het geslacht Metretopus omvat de volgende soorten:
- Metretopus alter
- Metretopus borealis
- Metretopus tertius